# Фтіра
Фтіра — дріжджовий мальтійський хліб у формі кільця, який зазвичай їдять з такими начинками як сардини, тунець, картопля, свіжі помідори, цибуля, каперси та оливки.

## Нематеріальна культурна спадщина
Після того, як парламент Мальти одноголосно схвалив ратифікацію Конвенції ЮНЕСКО про охорону нематеріальної культурної спадщини, у 2018 році Управління культури Мальти подало петицію про включення мальтійської фтіри до списку нематеріальної культурної спадщини ЮНЕСКО. За словами місцевого експерта, «Створення фтіри Мальтії», як вона зазначена в Національному реєстрі Директорату, датується XVI століттям. Після потужного громадського заклику уряд Мальти оголосив, що подасть мальтійську фтіру на розгляд ЮНЕСКО як об'єкт нематеріальної культурної спадщини. У 2020 році мальтійська фтіра була внесена до цього списку.